# 2637 Bobrovnikoff
Bobrovnikoff (asteróide 2637) é um asteróide da cintura principal, a 1,7243567 UA. Possui uma excentricidade de 0,2354221 e um período orbital de 1 237,08 dias (3,39 anos).
Bobrovnikoff tem uma velocidade orbital média de 19,83307499 km/s e uma inclinação de 4,93649º.
Este asteróide foi descoberto em 22 de Setembro de 1919 por Karl Reinmuth.